# Polifem (fill d'Èlat)
Polifem (en grec antic Πολύφημος), d'acord amb la mitologia grega, fou un heroi grec, fill d'Èlat, rei dels làpites, i d'Higia. El seu pare "diví" era Posidó. Era germà de Ceneu.
Es va casar amb Laònome, que en una antiga tradició, passava per ser germana d'Hèracles. Polifem va participar en el combat entre els centaures i els làpites. També va participar en l'expedició dels argonautes, però juntament amb Hèracles se'n va separar, per participar en la recerca d'Hilas. Es va quedar a Mísia, on va fundar la ciutat de Cios.
Va morir en la guerra contra els Càlibes.